# Mycomya neohyalinata
Mycomya neohyalinata är en tvåvingeart som beskrevs av Vaisanen 1984. Mycomya neohyalinata ingår i släktet Mycomya och familjen svampmyggor. Arten är reproducerande i Sverige. Inga underarter finns listade i Catalogue of Life.